# Alexis Holmes
Alexis Holmes (ur. 28 stycznia 2000 w Hamden) – amerykańska lekkoatletka specjalizująca się w biegu 400 m. Absolwentka Cheshire Academy, Pennsylvania State University i University of Kentucky.

## Osiągnięcia
W roku 2023, w Budapeszcie zdobyła złoty medal na mistrzostwach świata w lekkoatletyce w biegu sztafetowym mieszanym 4 × 400 m. W roku 2024, w Glasgow zdobyła srebrny medal na halowych mistrzostwach świata w lekkoatletyce w biegu sztafetowym 4 × 400 m kobiet. W tym samym roku zajęła szóste miejsce w finale biegu na 400 metrów, a także została mistrzynią olimpijską w sztafecie 4 × 400 m. Rok później została halową mistrzynią świata w biegu rozstawnym 4 × 400 m.

## Rekordy życiowe
źródło: 

### indywidualnie
- 55 m – 7,08 (State College, 08.12.2018)
- 60 m – 7,63 (Fayetteville, 28.01.2023)
- 100 m – 12,37 (–1,8 m/s; Sacramento, 28.07.2016)
- 200 m – 23,09 (Baton Rouge, 27.04.2024)
- 200 m hala – 23,40 (Fayetteville, 27.01.2023)
- 300 m hala – 36,71 (Fayetteville, 10.02.2023)
- 400 m – 49,77 (Paryż, 09.08.2024)
- 400 m hala – 50,24 (Glasgow, 02.03.2024)
- 500 m hala – 1:12,59 (Louisville, 11.12.2021)

### w sztafetach
- 4 × 100 m – 44,59 (Filadelfia, 26.04.2019)
- 4 × 200 m – 1:32,98 (Des Moines, 29.04.2022)
- 4 × 400 m – 3:15,27 (Paryż, 10.08.2024) – rekord Ameryki Północnej, 2. wynik w historii światowej lekkoatletyki
- 4 × 400 m (mieszana) – 3:08,80 (Budapeszt, 19.08.2023) – były rekord świata